# Kłosów (województwo zachodniopomorskie)
Kłosów (do 1945 niem. Klossow, Clossow) – wieś w Polsce położona w województwie zachodniopomorskim, w powiecie gryfińskim, w gminie Mieszkowice, nad rzeką Kurzycą. Według danych z 2010 liczyła 217 mieszkańców.
Miejscowość znajdowała się od ok. 1250 na terytorium powstałej Nowej Marchii, od 1 połowy XIV w. do 2 połowy XVIII w. należała do rodu von Mörner, następnie do domeny państwowej w Czelinie. Od 1945 leży w granicach Polski.
W miejscowości znajduje się kościół z 1 połowy XIV w., z drewnianą wieżą z 2 połowy XIX w. oraz zespół folwarczny z bezstylowym dworem z 1 połowy XIX w.

## Typ i układ przestrzenny
Zabudowa wsi ma formę przestrzenną wielodrożnicy, z czytelnym pierwotnym założeniem ulicowym; wyraźny podział na część chłopską (wschodnia) i folwarczną (zachodnia), przy czym zespół dworsko-parkowy zorientowany jest do głównego układu ulicowego. Pozostałości krajobrazowego parku naturalistycznego, założonego w 2 połowie XIX w. (powierzchnia 2 ha) znajdują się między dworem a podwórzem gospodarczym; częściowo wycięty, polana zamieniona na boisko.
W obrębie wsi ulicowej zachowały się w pełni wykształcone, zwarte pierzeje. Dominantę architektoniczną stanowi kościół posadowiony na kilkumetrowym wzniesieniu pośrodku wsi. Po zachodniej stronie Kurzycy leży kolonia mieszkalna złożona z murowanych lub glinobitych czworaków, wzniesionych na przełomie XIX/XX w. Przy drodze do Czelina zaś położona jest kolonia mieszkalna złożona z kilku zagród, powstała w latach 20. XX w.; dawna zagroda młyńska w południowej części wsi została zburzona. W odległości 2 km na wschód od Kłosowa znajduje się niewielka kolonia o charakterze rolniczym, założona pod koniec lat 20. XX w. w formie ulicówki o kształcie litery „T”.

## Nazwa
Nazwa miejscowości może pochodzić od:
- wyrazu kłos
- nazwy osobowej Kłos(z), z sufiksem -ów[4]

Nazwa na przestrzeni wieków: Glossow 1337; Clossow 1351; Closse 1382; Klossow 1490; Clossow 1826
Niektóre źródła niepoprawnie identyfikują z Kłosowem nazwę Closnitz, wymienianą w dokumencie templariuszy z 31 grudnia 1262, w którym Jan i Otton z dynastii askańskiej zawierają ugodę z Widekindem (Widekinusem), mistrzem templariuszy w Niemczech i krajach słowiańskich, na mocy którego templariusze w zamian za zrzeczenie się praw do miejscowości leżących przy drodze do Gorzowa (oppidum – prawdopodobnie przedlokacyjna osada targowa pod Kostrzynem, Kłośnica (Closnitz), Warniki, Dąbroszyn, Pudignowe i Witnica) oraz dóbr komandorii w Myśliborzu, otrzymują potwierdzenie posiadania komandorii chwarszczańskiej wraz z dziesięcioma wsiami (Bogusław, Carkzowe?, Cychry, Dargomyśl, Dębno, Gudzisz, Krześnica, Nyvik?, Oborzany, Sarbinowo). Jest to wieś Kłośnica (niem. Lagardesmühlen), dziś w granicach Kostrzyna; Kłośnica nie występuje już w źródłach po 1262, brak jej w szczegółowo opracowanej Księdze czynszów z 1375 oraz spisie z 1417.

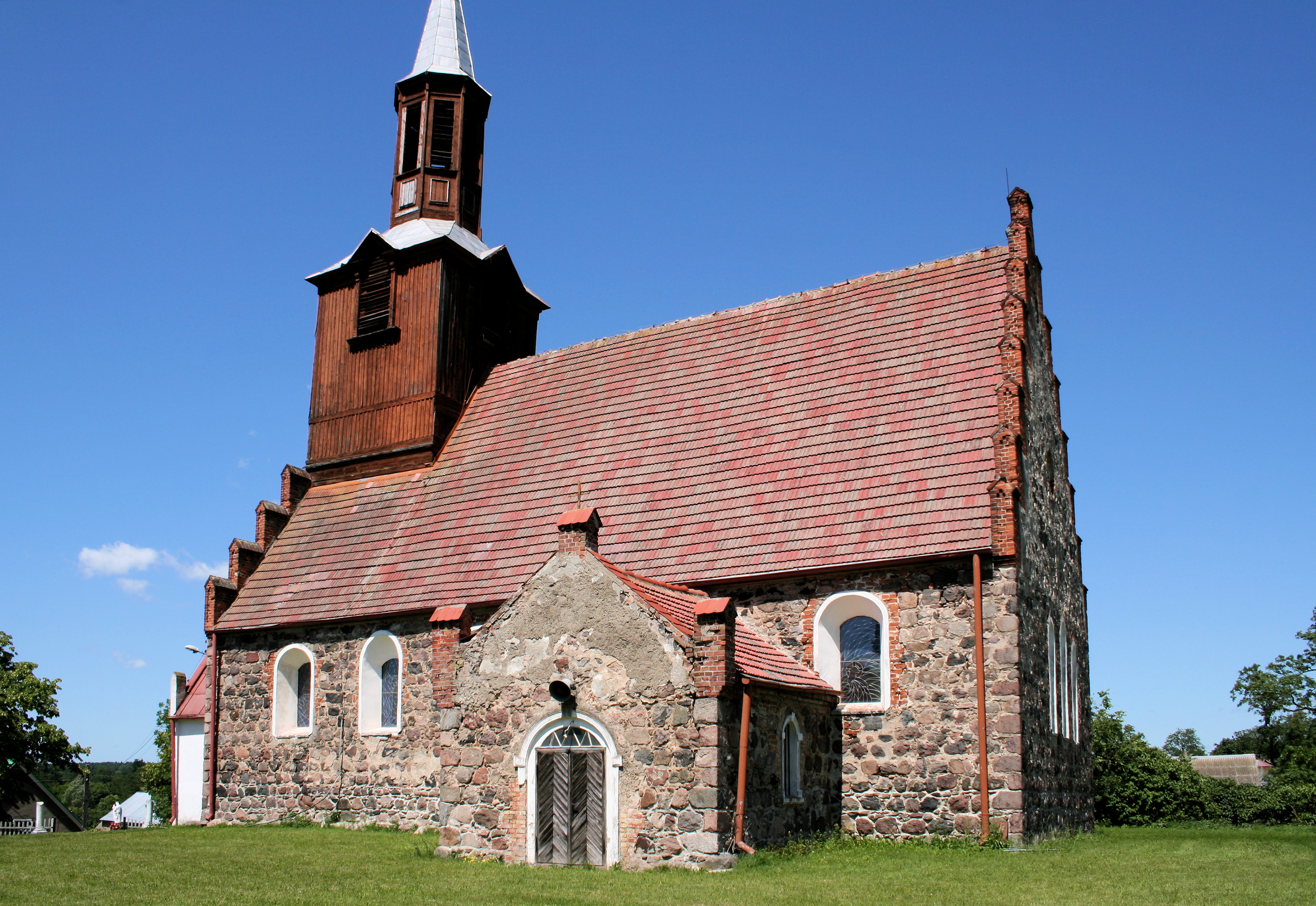
Kościół pw. Matki Bożej Królowej Korony Polskiej

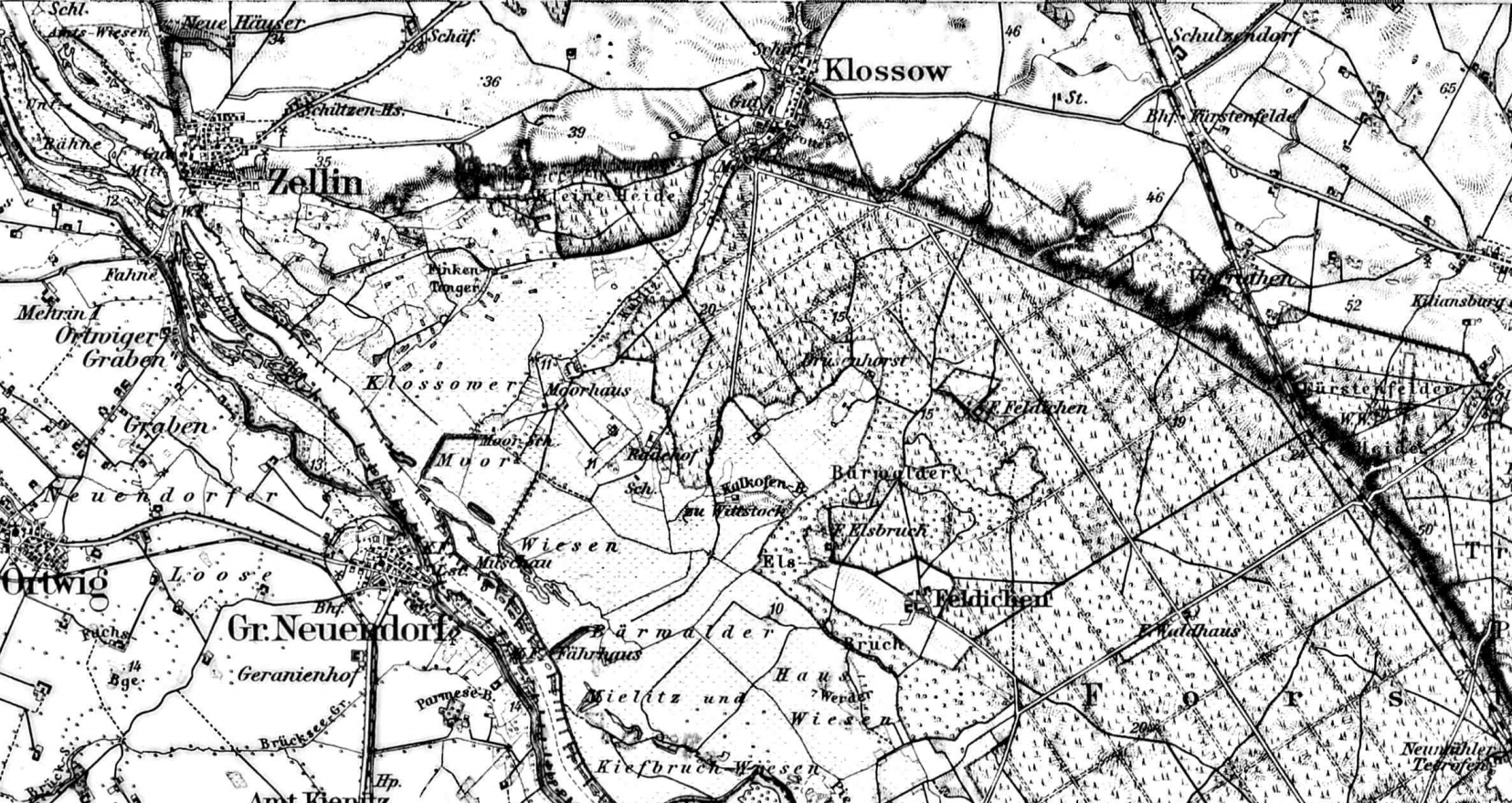
Okolice Kłosowa, mapa z 1895

## Historia
- VIII-poł. X w. – na obszarze w widłach Odry i dolnej Warty krzyżują się prądy osadnicze z Wielkopolski, Pomorza i ziemi lubuskiej (Dolnych Łużyc). Brak wśród historyków zgody co do przynależności plemiennej tego terytorium, zatem za częścią badaczy przyjmuje się, iż wpływ plemienia Lubuszan sięgał na północy do Myśliborza, po czym w kierunku Pomorza znajdowały się tereny zamieszkane przez plemię Pyrzyczan. Mieszkańcy zajmowali się głównie gospodarką rolniczo-hodowlaną.
- 960–972 – książę Mieszko I opanowuje tereny nadodrzańskie, obejmujące obręb późniejszej kasztelani cedyńskiej, ziemię kiniecką i kostrzyńską
- 1005 (lub 1007) – Polska traci zwierzchność nad Pomorzem, w tym również nad terytorium w widłach Odry i dolnej Warty.
- 1112–1116 – w wyniku wyprawy Bolesława Krzywoustego, Pomorze Zachodnie uznaje zwierzchność lenną Polski
- Pocz. XIII w. – obszar na północ od linii Noteci-dolnej Warty i zachód od Gwdy w dorzeczu Myśli, Drawy, środkowej Iny, stanowi część składową księstwa pomorskiego; w niewyjaśnionych okolicznościach zostaje przejęty przez księcia wielkopolskiego Władysława Laskonogiego, a następnie jego bratanka, Władysława Odonica[8]
- 1250 – margrabiowie brandenburscy z dynastii Askańczyków rozpoczynają ekspansję na wschód od Odry; z zajmowanych kolejno obszarów powstaje z czasem Nowa Marchia
- Przed? 1298-1320 – Kłosów, Czelin i Wicin prawdopodobnie stanowią lenno Henninga I Mörner; być może ok. 1300 były już dwie linie von Mörnerów – kłosowska i czelińska
- 1320–1323 – po wygaśnięciu dynastii askańskiej, Nowa Marchia przejściowo przechodzi we władanie książąt pomorskich
- 1323 – władzę w Nowej Marchii obejmują Wittelsbachowie
- Przed 1337 – wybudowano kościół
- 1337 – wzmianka w księdze ziemskiej margrabiego brandenburskiego Ludwika Starszego pod nazwą Glossow, w ziemi mieszkowickiej: Glossow LXIIII, dos IIII, Ecclesia I, Mornern pro seruitio X mansos, pactus VI solidos, taberna soluit X solidos. Nota, quod Morneren habent molendinum nouiter constructum[9] – wieś liczy 64 łany, wolne od ciężarów podatkowych są 4 łany parafialne (dos), kościół (Ecclesia) uposażony jest 1 łanem, lennikami zobowiązanymi do służby konnej są von Mörnerowie posiadający 10 łanów, pakt (pactus) płacony rycerstwu przez chłopów wynosi 6 szylingów (solidos), opłata karczmy (taberna) wynosi 10 szylingów. Mörnerowie posiadają nowo wybudowany młyn.
- 1371 – kościół w Kłosowie wymieniany jako parafialny
- 1402-1454/55 – ziemie Nowej Marchii pod rządami zakonu krzyżackiego
- 1493 – parafia w Kłosowie zostaje połączona z wikariatem Mieszkowic
- Około 1520 – Ludwik Mörner z Kłosowa łączy posiadłości w Kłosowie i Czelinie, zakładając nowożytną linię rodu
- 1535-1571 – za rządów Jana kostrzyńskiego Nowa Marchia staje się niezależnym państwem w ramach Świętego Cesarstwa Rzymskiego
- 1538 – margrabia Jan kostrzyński oficjalnie wprowadza na terenie Nowej Marchii luteranizm jako religię obowiązującą
- 1608 – ⅓ wsi należy do Christopha von Flans; następnie zostaje odkupiona przez pułkownika Bernda Joachima von Mörner
- 1652 – część wsi zostaje sprzedana szwedzkiemu naczelnikowi Johanowi von Essen (1611-1661) za 6800 talarów; 6 lutego 1640 ożenił się z Engel Hedvig von Mörner, córką Antona von Mörner z Kłosowa i Czelina[10]

- 1701 – powstanie Królestwa Prus
- 1715 – cała wieś jest z powrotem w posiadaniu dwóch rodzin von Mörner
- 1775
  - wieś posiada Erdmann Kreuzwendedich von Mörner
  - kościół staje się filią Czelina
- 2.10.1788 – majątek Kłosów kupuje od von Mörnerów Skarb Państwa pruskiego i tworzy następnie domenę państwową (Amt Klossow)
- 1802 – domena Kłosów zostaje przyłączona do domeny Czelin (Amt Zellin)
- 1806–1807 – Nowa Marchia pod okupacją wojsk napoleońskich; na mocy traktatu w Tylży w dniu 12.07.1807 wojska francuskie opuszczają terytorium państwa pruskiego z wyjątkiem niektórych ważniejszych twierdz, pod warunkiem spłaty bądź zabezpieczenia nałożonej na Prusy kontrybucji wojennej.
- 1807-1811 – reformy gospodarcze Steina – Hardenberga dotyczące zniesienia poddaństwa chłopów w Prusach (najpierw w królewszczyznach, następnie w dobrach prywatnych); w zamian za uwłaszczenie dziedzic otrzymywał od chłopa odszkodowanie pieniężne, w postaci robocizny w określonym czasie lub części ziemi, przy czym to nie mogło przekroczyć połowy gospodarstwa chłopskiego
- 1815-1818 – reformy administracyjne Prus zmieniają strukturę Nowej Marchii; wieś należy do powiatu Chojna, w rejencji frankfurckiej, w prowincji brandenburskiej
- 1816 – obowiązek uwłaszczenia chłopów w Prusach ograniczono do gospodarstw sprzężajnych, tj. posiadających co najmniej dwa zwierzęta pociągowe (konie lub woły)
- 1850 – uwłaszczenie chłopów w Prusach rozszerzono na wszystkie gospodarstwa chłopskie, aczkolwiek do tego czasu wielu chłopów zostało przez panów usuniętych z ziemi lub zbankrutowało
- 1871-1918 – Nowa Marchia w ramach zjednoczonej Drugiej Rzeszy Niemieckiej
- 1935 – zadłużony majątek domeny liczący 3000 mórg zostaje rozparcelowany na wiele części-osiedli (niem. Siedlung), a ziemia przekazana rolnikom
- 04.02.1945 – zajęcie wsi przez 5 Armię 1 Frontu Białoruskiego
- 01.09.1945 – rozpoczęcie roku w szkole podstawowej; nauczyciele: Aleksander Braczkowski, Stanisław Krumplewski[11]
- Po 1945 – napływ przymusowych polskich wysiedleńców z Kresów Wschodnich, głównie z województw lwowskiego, wileńskiego, w następnych latach z centralnej Polski
- 1954 – w wyniku ogólnopolskiej zmiany podziału administracyjnego wieś należała i była siedzibą gromady Kłosów
- 1957 – zniesiono gromadę Kłosów i Zielin, utworzono gromadę Mieszkowice
- 1975–1998 – miejscowość administracyjnie należała do województwa szczecińskiego

| Niemiecka nazwa | Obiekt | Położenie            | Polska nazwa | Ludność w 1852 |
| --------------- | ------ | -------------------- | ------------ | -------------- |
| Moorhaus        | osada  | 3,5 km na płd.-zach. | Smogorze     | 5              |
| Muschan         | osada  | 5,5 km na płd.-zach. | Muszana      | 4              |
| Radehof         | osada  | 3,5 km na płd.-zach. | Radów        | 10             |

| Imię i nazwisko                    | Lata             |
| ---------------------------------- | ---------------- |
| von Mörner                         | przed? 1298-1788 |
| Christoph von Flans ⅓ wsi          | 1608-1625?       |
| von Essen część wsi                | 1652-1669?       |
| Vinzelberg                         | 1723             |
| państwo pruskie państwo niemieckie | 1788-1935        |

## Ludność
Liczba ludności w ostatnich 3 wiekach (wieś i majątek):

## Organizacje i instytucje
- Ochotnicza straż pożarna
- Ludowy Zespół Sportowy Zjednoczeni Kurzycko-Kłosów; siedziba w Kurzycku
- Siedziba Leśnictwa (Nadleśnictwo Dębno)

## Atrakcje turystyczne
- Kościół pw. Matki Bożej Królowej Korony Polskiej – zbudowany w 1. poł. XIV w., z drewnianą wieżą z 2. poł. XIX w. oraz kruchtą z 1725; wewnątrz znajduje się drewniany strop oraz ołtarz z XVIII w. z dwoma kolumnami korynckimi i rzeźbionym ornamentem liścia akantu.
- Zespół folwarczny – zbudowany w 1. połowie XIX - początku XX w., obecnie zatarta kompozycja przestrzenna, obiekty podzielone między kilku właścicieli: niezagospodarowany bezstylowy dwór rządcy domeny z 1 połowy XIX w. (parterowy budynek przykryty dachem naczółkowym, wzniesiony na miejscu siedziby Mörnerów z XVII w.; zachowały się fragmenty piwnic z typowymi dla renesansu sklepieniami kolebkowymi z lunetami; mieściła się tu szkoła podstawowa od 1945), gorzelnia z 1890 (nadal funkcjonuje), budynki gospodarcze zmieniły częściowo pierwotną funkcję.
- Park dworski o charakterze krajobrazowo-naturalistycznym, został założony w 1. poł. XIX w.
- Szachulcowe chałupy z zachowaną częściowo XIX-wieczną stolarką
- Kapliczka przydrożna przy skarpie kościelnej – dawny pomnik ku czci mieszkańców wsi poległych w I wojnie światowej
- Pomnik przyrody – dąb szypułkowy o obwodzie 330 cm, rośnie przy dworze w zespole folwarcznym